# Christina Bonde
Pour les articles homonymes, voir Bonde.
Christina Bonde, née le 28 septembre 1973 à Copenhague, est une footballeuse danoise évoluant au poste de milieu de terrain. Elle joue principalement au sein du Fortuna Hjørring en division d'élite.

## Biographie
Née à Copenhagen, Bonde fait partie de l'équipe féminine du Danemark, et prend part à ce titre à la Coupe du monde féminine de football 1995, aux Jeux olympiques d'été de 1996 et au Championnat d'Europe de football féminin 2001,.
Elle participe en 2003 à la Coupe féminine de l'UEFA.

## Distinction
Elle est élue joueuse danoise de l'année en 2001.